# 강릉 진씨
강릉 진씨(江陵陳氏)는 강원특별자치도 강릉시를 본관으로 하는 한국의 성씨이다.

## 역사
시조 진신언(陳臣彦)은 여양 진씨(驪陽陳氏)의 시조 진총후(陳寵厚)의 11세손이자 진신(陳信)의 후손으로 전의소감(典醫少監)을 역임하였으며, 조선 태조 때 개국원종공신(開國原從功臣)으로 예원군(預原君)에 봉해졌다고 한다. 예원군(預原郡)은 함경도 영흥(永興)에 속해 있던 지명이다. 여양 진씨 임신(壬申, 1992년) 대동보(大同譜)에 합보하여 예빈경파(상계), 별정공파(중계), 예원공파(하계)로 등재되어 있다.

## 과거 급제자
강릉 진씨는 조선시대 문과 급제자 2명, 무과 급제자 3명, 사마시 5명을 배출하였다.
문과
진상점(陳尙漸) 진재박(陳在搏)
무과
진성곤(陳性坤) 진운류(陳雲流) 진태관(陳泰寬)
생원시
진동인(陳東仁) 진양준(陳良俊) 진후박(陳後搏)
진사시
진대유(陳大猷) 진상점(陳尙漸)

## 인구
- 1985년 290가구 1,211명
- 2000년 1,384가구 4,284명

## 같이 보기
- 한국의 성씨 목록